# Saint-Michel-de-Volangis
Saint-Michel-de-Volangis település Franciaországban, Cher megyében. Lakosainak száma 466 fő (2022. január 1.). Saint-Michel-de-Volangis Bourges, Fussy, Pigny, Saint-Germain-du-Puy, Sainte-Solange, Soulangis és Vignoux-sous-les-Aix községekkel határos.

## Népesség
A település népessége az elmúlt években az alábbi módon változott:
| Lakosok száma | 176  | 261  | 334  | 424  | 474  | 477  | 468  | 451  | 463  | 466  |
|               | 1968 | 1982 | 1990 | 2006 | 2013 | 2015 | 2017 | 2019 | 2020 | 2022 |